# Nilgirithargeit
De nilgirithargeit (Nilgiritragus hylocrius) is een holhoornige uit de berggraslanden van de Nilgiri en het zuidelijke deel van de West-Ghats in Tamil Nadu en Kerala (Zuid-India). Vrijwel alle exemplaren zijn in drie geïsoleerde populaties geconcentreerd (Nationaal Park Eravikulam, Nilgiri en Anamalai); er zijn nog maar zo'n 2000 exemplaren over. 

## Taxonomie
Tot 2005 werd hij tot het geslacht Hemitragus gerekend, maar het genetische onderzoek van Ropiquet & Hassanin (2005) heeft aangetoond dat hij nauwer verwant is aan de schapen (Ovis) dan aan de andere soorten van het geslacht Hemitragus, zodat hij naar het aparte geslacht Nilgiritragus is verplaatst.

## Kenmerken
Ze hebben korte haren en borstelige manen. Mannetjes zijn groter dan vrouwtjes en hebben als ze volwassen zijn een donkerdere kleur. Mannetjes hebben hoorns van 40 cm, vrouwtjes van 30 cm. Volwassen mannetjes wegen 80 tot 100 kilo en hebben een schofthoogte van ongeveer 100 cm.